# Вальднер, Эрвин
Э́рвин Ва́льднер (нем. Erwin Waldner; 24 января 1933, Нюртинген — 18 апреля 2015, Нюртинген) — западногерманский футболист, играл на позиции нападающего.

## Биография

### Клубная карьера
Вальднер на протяжении восьми сезонов играл за «Штутгарт», сыграв за эту команду 214 матчей и забил 85 голов. В составе «швабов» Вальднер выиграл два Кубка Германии в 1954 и 1958 годах. В 1960 году Вальднер стал игроком швейцарского «Цюриха», в котором играл в течение одного сезона.
Затем Вальднер перешёл в итальянский СПАЛ, в составе которого играл в течение двух сезонов. В 1963 году Вальднер вернулся в «Штутгарт», в составе которого играл четыре сезона и суммарно сыграл за эту команду 277 матчей, в которых забил 97 голов.

### Карьера в сборной
В составе сборной ФРГ сыграл 13 матчей, в которых забил 2 гола.

### Смерть
Скончался 18 апреля 2015 года в Нюртингене в возрасте 82 лет.

## Достижения
«Штутгарт»
- Обладатель Кубка Германии (2) : 1953/1954, 1957/1958